# Revilla del Campo
Revilla del Campo település Spanyolországban, Burgos tartományban. Revilla del Campo Villoruebo, Torrelara, Los Ausines, Cubillo del Campo, Ibeas de Juarros, Palazuelos de la Sierra, Tardajos, Rabé de las Calzadas, Buniel és Frandovínez községekkel határos. Lakosainak száma 94 fő (2024).

## Népesség
A település népessége az utóbbi években az alábbiak szerint változott:
| Lakosok száma | 127  | 132  | 135  | 119  | 113  | 103  | 92   | 95   | 106  | 94   |
|               | 2001 | 2004 | 2006 | 2009 | 2011 | 2014 | 2016 | 2019 | 2021 | 2024 |